# Maria del Mar Grimalt i Pomar
Mar Grimalt, nom artístic de Maria del Mar Grimalt i Pomar (Felanitx, 10 de febrer de 1996), és una cantant mallorquina. El seu estil es caracteritza per emprar instruments de percussió ibèrica (guitarra, pandero quadrat) com a eina d’expressió combinats amb la musicació de poetes, com Miquel Bauçà i Maria-Mercè Marçal. La seva veu intensa i càlida, entre folk i cançó, s'emmiralla en la de cantants com Maria del Mar Bonet, Sílvia Pérez Cruz i Maria Arnal, i la música d’artistes llatinoamericanes com La Lá i Perotá Chingó.
Mar Grimalt va passar la seva infantesa a Felanitx, i als 18 anys es va traslladar a Madrid i a Mèxic a estudiar Teràpia Ocupacional, i continuà amb el màster de Musicoteràpia. El 2021 va ser preseleccionada al concurs Sona9, va obtenir la segona posició a l'IBJove i va guanyar la 14a edició del Concurs Sons de la Mediterrània a Manresa. Com a part del premi, Mar Grimalt va enregistrar el seu primer elapé que va presentar a tots els festivals participants del concurs: la mateixa Fira Mediterrània, el Tradicionàrius, el Música a la Vila del Vendrell, el FIMPT de Vilanova i la Geltrú, l'Ethno Catalonia de Banyoles i el Circuit Folc.

## Discografia
- Espurnes i coralls (Segell Microscopi, 2023)[5]

## Premis i reconeixements
- Segona posició al concurs IBJove, 2021
- Guanyadora, 14è concurs Sons de la Mediterrània, 2021.
- Premi Bartomeu Rosselló-Pòrcel dels Premis 31 de desembre de l'Obra Cultural Balear, 2023.[6]